# Chemische Ionisation

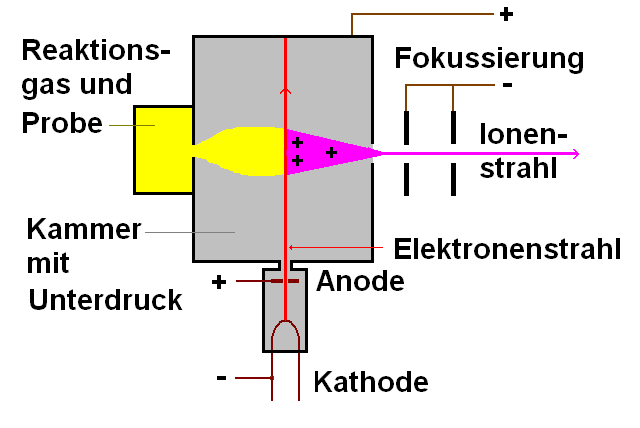
Schema der chemischen Ionisation

Die Chemische Ionisation (CI) ist ein Ionisierungsverfahren, das in Massenspektrometern benutzt wird. 
Sie wird besonders zur Bestimmung der molaren Masse leicht fragmentierender Substanzen eingesetzt. Da die Probe vor der Ionisation in den gasförmigen Zustand überführt werden muss, kann die Methode also nur für im Hochvakuum unzersetzt verdampfbare Substanzen verwendet werden.
Bei der Chemischen Ionisation entstehen neue ionisierte Spezies dadurch, dass Moleküle in der Gasphase mit Ionen in Wechselwirkung treten, d. h., sie beruht auf Ion–Molekül-Reaktionen. Sie vollzieht sich durch Übertragung eines Elektrons, Protons oder anderer Ionen zwischen den Reaktanden. Diese Reaktanden sind der neutrale Analyt und Ionen aus einem Reaktandgas.
Die Chemische Ionisation ähnelt der Elektronenstoßionisation (EI) sehr stark. In der Regel sind CI-Spektren jedoch deutlich weniger fragmentiert als entsprechende EI-Spektren. Da die auf das Probenmolekül übertragene Überschussenergie gering ist, wird die Fragmentierung unterdrückt. Man erzeugt daher hauptsächlich Quasi-Molekülionen.

## Reaktantgase
Dabei wird in die Ionenquelle zu den thermisch verdampften Probenmolekülen ein Überschuss an Reaktantgas eingelassen, das durch Elektronenbeschuss (150 eV) ionisiert wird. Die durch den Elektronenbeschuss gebildeten Primärionen des Reaktantgases reagieren durch eine Serie von Stößen mit weiteren Reaktantgasmolekülen zu den eigentlich ionisierend wirkenden stabilen Ionen, den CI-Plasmaionen.
Die Frage, mit welchem Reaktand-Ion ein gegebener Analyt protoniert werden kann, lässt sich mit Daten zur Gasphasenbasizität (gas phase basicity, GB) oder Protonenaffinität (proton affinity, PA) beantworten. Die Unterschiede in der Protonenaffinität (ΔPA-Wert) bestimmt, ob ein bestimmter Analyt durch ein bestimmtes Reaktand-Ion protoniert werden kann und wie stark exotherm diese Protonierung sein wird. Eine gewisse Feinabstimmung der PICI-Bedingungen lässt sich erzielen, indem man andere Reaktandgase als Methan in Erwägung zieht. Dafür in Betracht kommen molekularer Wasserstoff und wasserstoffhaltige Mischungen, Isobutan, Ammoniak, Methanol (sehr gute und auch sehr schonende Ionisierung), Dimethylether, Diisopropylether, Aceton, Acetaldehyd, Benzol und Iodmethan. Sogar Übergangsmetall-Ionen wie Cu+ und Fe+ können als Reaktand-Ionen zur Lokalisierung von Doppelbindungen eingesetzt werden. Besser eignet sich dafür allerdings das Reaktandgas Distickstoffmonoxid.

### Methan
{\displaystyle \mathrm {CH_{4}+e^{-}\longrightarrow \cdot CH_{4}^{+}+2\ e^{-}\longrightarrow CH_{3}^{+}+H\cdot } }
Ein Elektron schlägt aus einem Methanmolekül ein Elektron heraus unter Bildung eines Methanradikalkations. Von diesem kann sich wieder ein Wasserstoffradikal abspalten und ein Methylkation bleibt zurück.
{\displaystyle \mathrm {\cdot CH_{4}^{+}+CH_{4}\longrightarrow CH_{5}^{+}+\cdot CH_{3}} }
Kettenreaktion: Methanradikalkation reagiert mit Methan zu einem Carboniumion und einem Methylradikal.
{\displaystyle \mathrm {\cdot CH_{4}^{+}+CH_{4}\longrightarrow C_{2}H_{5}^{+}+H_{2}+H\cdot } }
Dimerisierungsreaktion

### Isobutan
{\displaystyle \mathrm {C_{4}H_{10}+e^{-}\longrightarrow \cdot C_{4}H_{10}^{+}+2\ e^{-}} }
{\displaystyle \mathrm {\cdot C_{4}H_{10}^{+}+C_{4}H_{10}\longrightarrow C_{4}H_{9}^{+}+\cdot C_{4}H_{9}+H_{2}} }

### Ammoniak
{\displaystyle \mathrm {NH_{3}+e^{-}\longrightarrow \cdot NH_{3}^{+}+2\ e^{-}} }
{\displaystyle \mathrm {\cdot NH_{3}^{+}+NH_{3}\longrightarrow NH_{4}^{+}+\cdot NH_{2}} }
{\displaystyle \mathrm {NH_{4}^{+}+NH_{3}\longrightarrow N_{2}H_{7}^{+}} }

## Bildung der Molekülionen
Werden die zu analysierenden Moleküle (M) eingebracht, so reagieren diese unter Bildung von geladenen Molekülionen.
{\displaystyle \mathrm {M\ +\ CH_{5}^{+}\longrightarrow \ CH_{4}\ +\ [M+H]^{+}} } (Protonierung)
{\displaystyle \mathrm {AH\ +\ CH_{3}^{+}\longrightarrow \ CH_{4}\ +\ A^{+}} } (Hydridabspaltung)
Neben der Protonierung werden auch durch Anlagerung von Reaktantgasionen gebildete Analytionen beobachtet (z. B. auch bei NH4+).
{\displaystyle \mathrm {M\ +\ CH_{5}^{+}\longrightarrow \ [M+CH_{5}]^{+}} } (Adduktbildung)
{\displaystyle \mathrm {A\ +\ CH_{4}^{+}\longrightarrow \ CH_{4}\ +\ A^{+}} } (Ladungsaustausch)

## Varianten
Bei der Chemischen Ionisation entstehen auch negative Ionen, die man durch Umpolen der Spannungen in der Ionenquelle detektieren kann (negative Chemische Ionisation, NCI).
Eine Methode, bei der man auf das Hochvakuum verzichtet, ist die Chemische Ionisation bei Atmosphärendruck.
| Polarität | Methode                                                                 | Akronym         | Erläuterung |
| --------- | ----------------------------------------------------------------------- | --------------- | --- |
| Positiv   | Positiv-Ionen-Chemische Ionisation (oder positive Chemische Ionisation) | PICI (oder PCI) | Genau genommen jedes CI-Verfahren, das positive Closed-Shell-Ionen des Analyten liefert. Bezieht sich häufig in einem engeren Sinne auf die Ionenerzeugung durch Protonierung. |
|           | Ladungsaustausch/Ladungstransfer                                        | CE-CI/CT-CI     | Positive Radikal-Ionen entstehen durch Austausch/Übertragung eines Elektrons; die beiden Begriffe sind austauschbar.                                                           |
| Negativ   | Negativ-Ionen-Chemische Ionisation (oder negative Chemische Ionisation) | NICI (oder NCI) | Jedes CI-Verfahren, das negative Closed-Shell-Ionen des Analyten liefert. |
|           | Elektroneneinfang                                                       | EC              | Kein CI-Verfahren im strengen Sinne; der Betriebsmodus der Ionenquelle entspricht aber dem der NICI.                                                                           |